# Joan Arolas
Joan Arolas (castellà: Juan Arolas)  (Barcelona, 20 de juny de 1805 - València, 25 de novembre de 1849) va ser un poeta romàntic català.
Va viure a València i va estudiar filosofia i teologia a Saragossa. Va col·laborar amb Pascual Pérez Rodríguez o Vicent Boix i Ricarte, d'idees liberals. Entre les seves inspiracions se citen Ángel de Saavedra o José Zorrilla. La seva figura és controvertida degut a diverses acusacions de plagi i per una malaltia mental que el va portar a acabar la seva vida en un psiquiàtric.

## Obres
- La sílfide del acueducto (1837)
- Poesías caballerescas y orientales (1840)
- Poesías (1842 i 1843)